# 1977 في كندا
فيما يلي قوائم الأحداث التي وقعت خلال عام 1977 في كندا.

## سياسة

### تعيين في المنصب
- 1 يناير – ستيوارت سميث زعيم المعارضة [الإنجليزية]‏.
- 16 سبتمبر – جان كريتيان وزير المالية [الإنجليزية]‏.

## رياضة
- 9 أكتوبر – جائزة كندا الكبرى 1977 الفائز جودي شيكتر.

## مواليد

### يناير
- 10 يناير – ماثيو باربر

### مارس
- 1 مارس – اميلي هولمز ممثلة كندية.

### مايو
- 8 مايو – جيم برينان لاعب كرة قدم كندي.
- 9 مايو – سفين توفت درّاج طريق كندي.
- 11 مايو – بوبي رود مصارع محترف كندي.
- 12 مايو – راشيل ويلسون
- 13 مايو – كريستوفر رالف ممثل كندي.
- 14 مايو – جينا هيفورد لاعبة هوكي جليد كندية.
- 16 مايو – راشيل فونتين ممثلة كندية.
- 19 مايو – كيلي شيريدان

### يونيو
- 11 يونيو – شاين ماير ممثل كندي.

### سبتمبر
- 23 سبتمبر – أندي وليامز لاعب كرة قدم جمايكي.

### أكتوبر
- 14 أكتوبر – بيانكا بوشامب
- 18 أكتوبر – بول ستالتيري لاعب كرة قدم كندي.
- 19 أكتوبر – جيسون رايتمان
- 24 أكتوبر – ماري هيلين بريمون درّاجة طريق كندية.
- 29 أكتوبر – بريندان فير ممثل كندي-أمريكي.

### نوفمبر
- 30 نوفمبر – ريتشارد إلياس أندرسون لاعب كرة سلة كندي.

### ديسمبر
- 17 ديسمبر – كاثرين وينيك

## وفيات

### مايو
- 9 مايو – هاري جونسون (مواليد 1923) عالم اقتصاد كندي.